# Jacoba Félicié
Jacoba Félicié —en italià Jacobina Félicie— nascuda a Almania (Itàlia), va exercir com a metgessa a París (Regne de França) pels voltants de 1322. Es coneix la seva activitat en el camp de la medicina perquè l'11 d'agost de 1322, va ser acusada pel procurador degà de Facultat de Medicina la Universitat de París, davant la cúria arquebisbal, per practicar il·legalment la medicina a París i el seu entorn. Durant el judici, que va durar mesos, van declarar diversos testimonis que van explicar les pràctiques mèdiques de Jacoba i la seva relació amb els pacients. El 2 de novembre de 1322, Jacoba Félicié va ser declarada culpable i se la va advertir que, si tornava a practicar la medicina, seria excomunicada i condemnada a pagar seixanta lliures parisenques. No se la va jutjar per cap negligència, sinó per exercir la medicina de forma professional. Les universitats modernes, que van sorgir al llarg del segle xii, havien exclòs les dones dels estudis oficials. En prohibir l'accés de les dones a la universitat, se'ls impedia de tenir títols oficials i, per tant, de poder exercir legalment les professions. Es coneix molt poc de la biografia de Jacoba Félicié. Quan es va celebrar el judici devia tenir uns trenta anys i, probablement era d'origen noble, perquè l'acusació se li adreça amb el tractament de domina i la defensa l'esmenta com a nobilem mulierem dominam Jacobam. Es desconeix què va fer Jacoba després del judici.